# Fellache

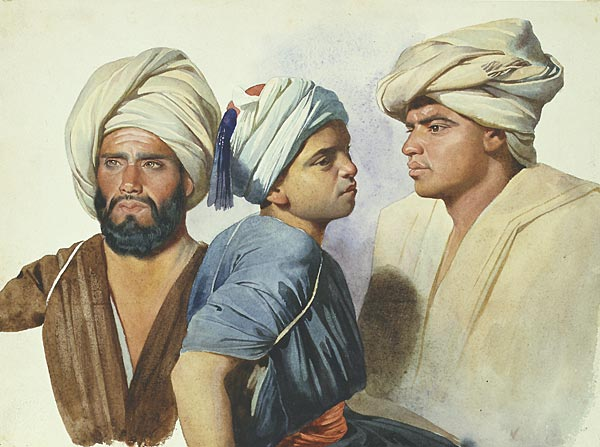
Charles Gleyre, Drei Fellachen (1835)

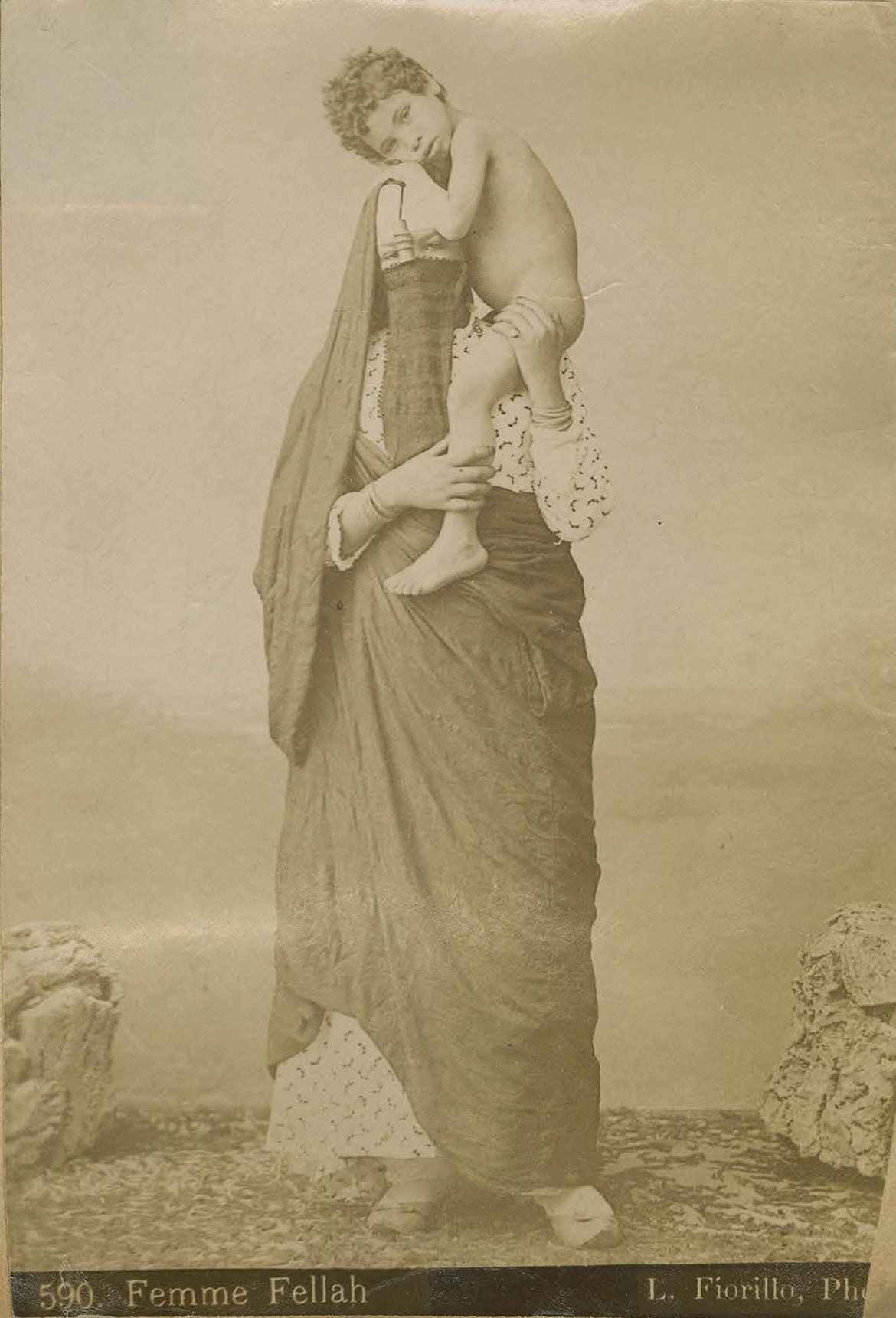
Verschleierte Fellachin mit nacktem Kind, Ende des 19. Jahrhunderts, Fotografie von Luigi Fiorillo

Als Fellache (auch Felache, von arabisch فَلَّاح fallah, DMG fallāḥ ‚Pflüger‘, abgeleitet vom Verb فلح / falaḥa / ‚pflügen, wörtlich: [den Boden] schartig machen‘; Plural فلاحون / Fallāḥūn) wird ein Angehöriger der Ackerbau betreibenden Landbevölkerung des Vorderen Orients bezeichnet, besonders in Ägypten und Palästina.
Fellachen unterlagen im 19. Jahrhundert einer hohen und drückenden Besteuerung. Waren sie nicht in der Lage, diese Steuern zu bezahlen, kamen sie unter der Herrschaft von Muhammad Ali Pascha und Ismail Pascha in Gefangenschaft, nicht wenige starben dabei durch Misshandlungen. Die Fellachen wurden von Cawas, eigens zu diesem Zweck abgestellte Soldaten, für die Armee zwangsrekrutiert. Diese Rekrutierungen in den Dörfern liefen in Form eigentlicher Menschenjagden ab. Die abgeführten Bauern wurden danach für die Auslese auf unbestimmte Zeit in den Kasernen festgehalten. Um dem Militärdienst zu entgehen verstümmelten sich die Fellachen selbst, häufig erfolgte die Verstümmelung der Knaben bereits im Kindesalter durch die Eltern.
Zu Beginn des 20. Jahrhunderts war ihr Anteil in Ägypten noch wesentlich höher, erst mit Beginn der Urbanisierung strömten viele Fellachen in die Städte. Fellachen bildeten mit etwa 60 Prozent im Jahr 2005 die größte Bevölkerungsgruppe Ägyptens. Die Fellachen sind politisch weitgehend machtlos und werden von den Städtern geringgeschätzt. Sie leben auch heute noch zumeist in Lehmhäusern, so wie ihre Vorväter seit Jahrtausenden.